# District de Liuying
Le district de Liuying (chinois traditionnel : 柳營區 ; pinyin : liǔyíng qū ; anglais : Liouying District) est un district de la municipalité spéciale de Tainan.

## Histoire
Après l'arrivée des troupes du général Koxinga, des fermes agricoles sont implantées dans le territoire afin d'assurer l'approvisionnement de la population. Un centre de gestion y est créé sous le nom de Chamuying (en français : camp d'inspection des terres). Plus tard, les terres seront désignées sous le nom du camp.
Pendant la période de domination japonaise, le territoire est renommé, les locaux considérant l'ancien nom Chamuying grossier. Il porte ainsi le nom de Liuying (chinois traditionnel : 劉營), étant donné qu'une grande partie de la population provient du clan des Liu ; plus tard, le nom est remplacé par Liuying (chinois traditionnel : 柳營), à la consonance quasi identique.
Après la Seconde Guerre mondiale, il est renommé et structuré en tant que canton de Liuying.
Le 25 décembre 2010, alors que le comté de Tainan fusionne avec la ville de Tainan, le canton de Liuying est restructuré en tant que district de Liuying.

## Géographie
Le district couvre une superficie de 61,29 km2.